# 丸山製作所
株式会社丸山製作所（まるやませいさくしょ、英: MARUYAMA MFG. CO., INC.）は、東京都千代田区に本社を置く、農林業用産業機械（防除機、林業機械）、工業用機械、消火器、ウルトラファインバブルシャワーを製造する企業。千葉県東金市に自社工場を持つ、岡山県に子会社工場を持つ。海外製造拠点は、タイ、ベトナム、インドに展開中。

## 歴史
- 1895年（明治28年） - 新潟県で丸山商会として創業。消火器の製造を開始。
- 1918年（大正7年） - 噴霧器の製造を開始。
- 1937年（昭和12年） - 社名を丸山製作所に変更。
- 1961年（昭和36年） - 東京証券取引所市場第二部に上場。
- 1977年（昭和52年） - 東京証券取引所市場第一部に指定替え。
- 1997年（平成9年） - 稲毛工場と東金工場を統合、千葉工場と改称。
- 2021年（令和3年） - 東京証券取引所スタンダード市場を選択。
- 2022年（令和4年） - ウルトラファインバブルシャワー「habiller アビリア」発売。
- 2023年（令和5年） - 世界初の小型作業機用2ストローク水素エンジンの安定運転に成功。

## 製品
- 農機具(畜産・農業用)
- セット動噴・動力噴霧器
- 動力噴霧機（単体）
- セット動噴｛エンジン・モーター（EA・EM・MC・CA）｝
- 自走セット動噴 （MSV・MSL）
- 自走ラジコン動噴 （MSV-R2・MSA-R3）
- ディーゼルラジコン動噴 （DR-6）
- 背負式バッテリーポータブル動噴
- 背負動噴・バッテリー動噴
- ポータブル・キャリー動噴他
- シャトルスプレーカー
- マルチスプレーヤ
- 水田用溝切機・中耕除草機・田植機専用電動散粒機
- ステレオスプレーヤ・土壌消毒機
- チッパアンドシュレッダー

- 北海道向け限定商品
  - 北海道限定ブームスプレーヤ
  - 北海道限定ハイクリブーム
- 土壌消毒機・刈払機・自走草刈機
- 細霧ノズルシステム
- 玄米保存庫
- 自動潅水装置・細霧システム・肥料散布機・洗浄機・潅水ポンプ
- バリューエイブル刈払機
- バリューエイブル背負動噴
- モータセット動噴
- キャリー動噴
- 微粒噴霧機
- 畜産消毒システム
- ビルメンテナンス関連品
- 緑化・ゴルフ場・道路管理関連品

- 刈払機
- グリーンスプレーヤ
- グリーンインジェクター
- キャリー動噴
- ポンプ製品各種

- 消火器（現在は、丸山製作所ではなく関連会社のマルヤマエクセルで販売されている。）
- ウルトラファインバブルシャワー「アビリア」を民生用に発売